# Juan Manuel Egea Ibáñez
Juan Manuel Egea Ibáñez (María, Almería, 17 de noviembre de 1938) es un diplomático español. Fue embajador de España en: Ecuador (1988-1993); Finlandia y Estonia (1995-1996); Chile (1996-2000); y Suiza (2000-2003), con concurrencia en el principado de Liechtenstein.

## Carrera diplomática
Juan Manuel Egea nació en la localidad de María (1938). Tras licenciarse en Derecho y en Técnico de Información y Turismo, ingresó en la Escuela Diplomática (1968).
Ha estado destinado en las Embajadas de España en: Kinsasa (República Democrática del Congo), Suiza y Washington D. C..
En el Ministerio de Asuntos Exteriores, Unión Europea y Cooperación - MAEUEC (Madrid) ha sido Subdirector Jefe del Gabinete de Economía Internacional del Ministerio de Economía y Subdirector General de Estudios y Planificación en la Dirección General de Política Exterior para América del Norte y Pacífico.